# شهر بیهی
شهر بیهی (به لاتین: Beihe Township) یک شهرک در جمهوری خلق چین است که در شهرستان شینگتانگ واقع شده‌است. شهر بیهی ۱۸۴ متر بالاتر از سطح دریا واقع شده‌است.